# Гиляк II (канонерская лодка)
«Гиляк II» — канонерская лодка Российского императорского флота. Участвовала в Первой мировой войне на Балтике. Своё наименование судно получило в честь предыдущей канлодки «Гиляк», а она была поименована в честь нивхов — коренного населения острова Сахалин. 

## История службы
Зачислена в списки судов Балтийского флота в 1904 году, заложена 28 апреля 1906 года на эллинге Нового адмиралтейства в Санкт-Петербурге, спущена на воду 14 октября 1906 года, вступила в строй 23 октября 1907 года. После вступления в строй была задержана на Балтийском море из-за неудовлетворительных мореходных качеств. Возвращена на завод, где были установлены дополнительные скуловые и средние кили.
9 октября 1908 года отправлена на Тихий океан. В декабре 1908 года экипаж канлодки оказывал помощь жителям Мессины, пострадавшим от землетрясения. 24 декабря 1908 года прибыла в Пирей, откуда была возвращена в Кронштадт.
С 1910 года — в составе 2-й минной дивизии, базировалась на Свеаборг. Летом 1912 года — в учебно-минном отряде.
В период первой мировой войны входила в состав флангово-шхерной позиции. Выставляла мины в Рижском заливе.
В октябре 1915 года артиллерийским огнём поддерживала фланг 12-й армии. 3 апреля 1918 года подорвана экипажем и затонула в Або.
Позже поднята финнами и сдана на слом.

## Командиры
- 27.06.1905-29.08.1905 - капитан 2-го ранга Ульянов Захарий Яковлевич
- 1906-1909 - капитан 2 ранга Паттон Фантон де Веррайон Пётр Иванович